# Oeraltaoe
De Oeraltaoe (Russisch: Уралтау) of Oeral-taoe (Урал-тау) is een bergrug in het zuiden van de Russische autonome republiek Basjkirostan en de oblast Tsjeljabinsk, die de belangrijkste waterscheiding vormt van de Zuidelijke Oeral. De bergrug loopt in zuidwestelijke richting over een lengte van 290 kilometer door beide deelgebieden. Het gebergte spreidt zich uit over 10 tot 12 kilometer in het zuidelijke en noordelijke deel en 20 tot 22 kilometer in het centrale deel. De hoogste bergpiek is de Arvjakrjaz met 1068 meter. De Oeraltaoe bestaat vooral uit metamorfe schisten en kwartsieten. Het Oeraltoejski-anticlinorium (een rotsformatie bestaande uit plooiingen en troggen, die met elkaar een plooiing vormen) is het grootste van de Oeral. 
Op de hellingen groeien pijn-lariksbossen en berkebossen.
De naam is afgeleid van de Basjkierse mythologische held Oeral Batyr en wordt gezien als een mogelijke verklaring voor de herkomst van het woord 'Oeral'.